# Antonio Corbisiero
Antonio Corbisiero (21. května 1720 Marzano di Nola – 7. ledna 1790 Neapol) byl italský hudební skladatel.

## Život
V letech 1733–1739 studoval na konzervatoři Conservatorio di S Maria della Pietà dei Turchini v Neapoli, kde byli jeho učiteli Nicola Fago, Leonardo Leo a Lorenzo Fago. Od roku 1749 do roku 1754 působil v Neapoli jako úspěšný skladatel komických oper. Později se věnoval výhradně výuce a komponování chrámové hudby. Některé z těchto jeho děl byly často omylem připisovány jeho bratru Francescu Corbisierimu.

## Dílo
- Monsieur Patitone (opera buffa, libreto Antonio Palomba, 1749, Neapol)
- Il mercante innamorato (opera buffa, libreto Pietro Trinchera, 1750, Neapol)
- Lo finto innamorato (opera buffa, libreto Pietro Trinchera, 1751, Neapol)
- La finta marchesa (opera buffa, 1754, Neapol)
- Lei mi faccia un po' l'occhiello (árie)
- Il Saulo (dramma sacro, 1746, Aversa)
- Aronne chiamato da Dio al grado sacerdotale (oratorium, libreto N. Stoppa, 1752, Neapol)
- Componimento per musica solennità del Corpus Domini (1781, Neapol)
- Passio Domenico Palmarum
- Passio popula meus
- Passio secundum Joannem
- Passio secundum Mattheum et secundum Joannem
- Nel prendere il Santissimo Viatico (árie pro soprán, housle a basso continuo, 1780)